# Charles Lacy Veach
Charles Lacy Veach (* 28. September 1944 in Chicago, Illinois; † 3. Oktober 1995 in Houston, Texas) war ein US-amerikanischer Astronaut.

## Ausbildung
Veach machte seinen Schulabschluss auf der Punahou School auf Hawaii 1962, wohin er mit seinen Eltern im Kindesalter gezogen war. Daraufhin studierte er Maschinenbau an der United States Air Force Academy und schloss 1966 mit einem Bachelor ab.

## US Air Force
Er trat 1967 in die US Air Force ein und wurde daraufhin in den nächsten 14 Jahren weltweit eingesetzt. Er flog 275 Kampfeinsätze im Vietnamkrieg. Er flog hauptsächlich die F-100, F-111 und die F-105.
Daraufhin wurde er Mitglied der Kunstflugstaffel USAF Thunderbirds und flog die T-38 und später die F-16. Er hatte über 5.000 Flugstunden absolviert.

## NASA
1982 kam er zur NASA und wurde dort als Testpilot und Ausbilder für Shuttlepiloten eingesetzt.
1984 wurde er in die 10. Astronautengruppe der NASA gewählt und ein Jahr lang als Missionsspezialist ausgebildet. Sein Fachgebiet waren Roboter der ISS.

### STS-39
Seinen ersten und kürzesten Weltraumeinsatz hatte Veach als Missionsspezialist der Mission STS-39 mit dem Space Shuttle Discovery.
STS-39 war die erste nicht-geheime Shuttle Mission des Verteidigungsministeriums (Department of Defense; DoD). Es gab davor schon mehrere Shuttle-Flüge für das DoD, diese waren aber geheim gewesen, es wurden keine Informationen über die Nutzlast, den Zweck oder Erfolg der Mission und ihrer Experimente veröffentlicht. Bei dieser Mission wurde lediglich das MPEC-Experiment als geheim eingestuft. Des Weiteren wurden die südlichen Polarlichter untersucht.

### STS-52
Sein zweiter Flug führte ihn mit der Raumfähre Columbia ins All. Im Rahmen dieser Mission wurde der italienisch-amerikanische Geodäsiesatellit LAGEOS 2 ausgesetzt. Weiterhin wurde an Bord französische und amerikanische Experimente durchgeführt.

### Nach den Raumflügen
Veach erkrankte an Krebs und starb als aktiver Astronaut am 3. Oktober 1995 in seinem Haus in Houston. Er wurde auf dem Friedhof National Memorial Cemetery of the Pacific in Honolulu auf Hawaii beerdigt.

## Zusammenfassung
| Nr | Mission | Funktion           | Flugdatum                      | Flugdauer  |
| -- | ------- | ------------------ | ------------------------------ | ---------- |
| 1  | STS-39  | Missionsspezialist | 28. April – 6. Mai 1991        | 8d 7h 22m  |
| 2  | STS-52  | Missionsspezialist | 22. Oktober – 1. November 1992 | 9d 20h 56m |

## Privat
Charles Lacy Veach war verheiratet und hatte zwei Kinder. Seine Hobbys waren Surfen, Radfahren, Lesen und Familienaktivitäten.